# Selimiye-Kaserne

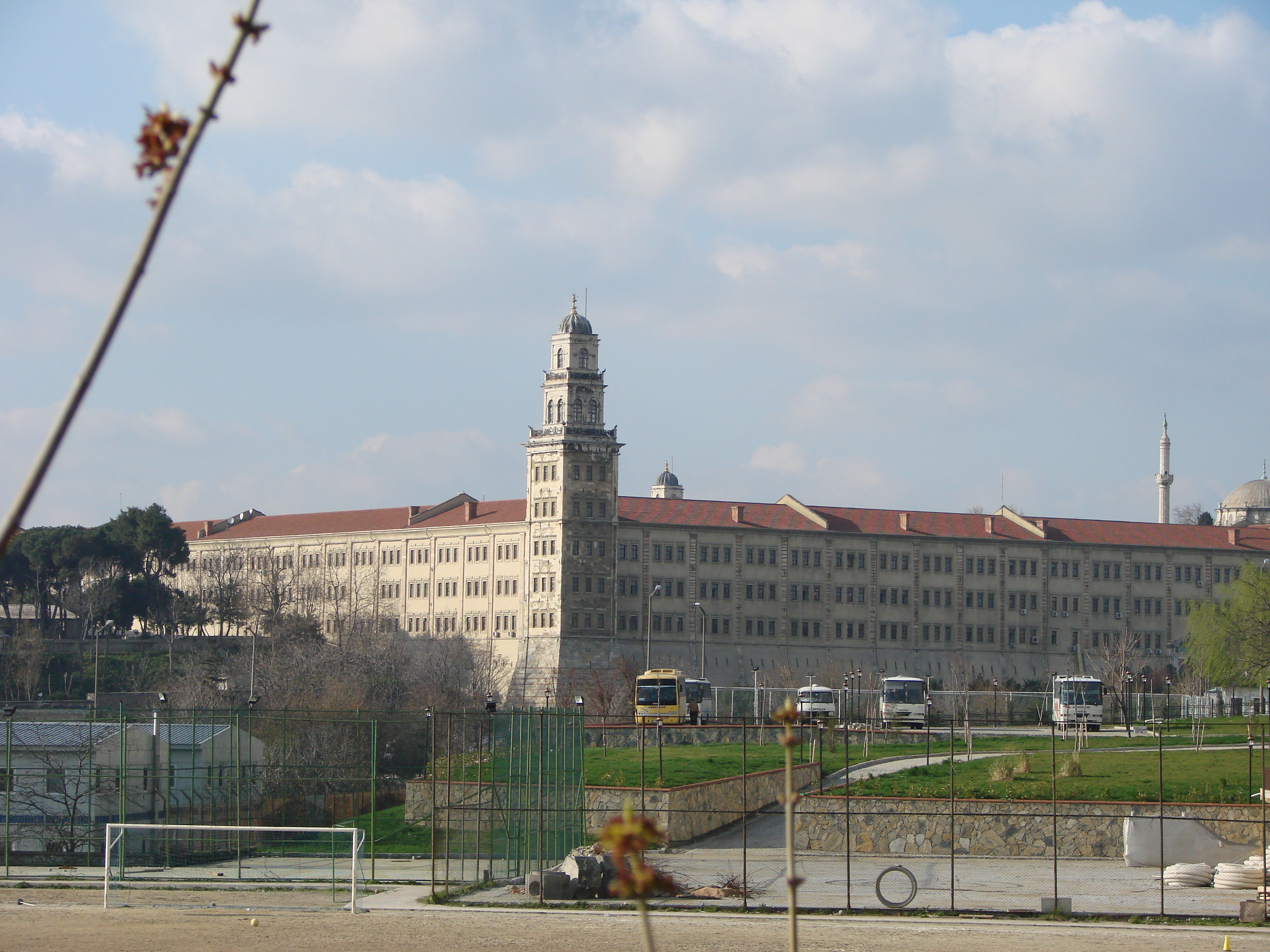
Selimiye-Kaserne (2007)

Die Selimiye-Kaserne (türkisch Selimiye Kışlası) ist eine Kaserne der türkischen Landstreitkräfte im Bezirk Üsküdar von Istanbul.
Die Kaserne ist benannt nach Sultan Selim III. Sie war im Krimkrieg das zentrale britische Lazarett, in dem auch Florence Nightingale tätig war. Gegenwärtig ist sie das Hauptquartier der türkischen 1. Armee.